# آکروماتوپسی
آکروماتوپسی (به انگلیسی: Achromatopsia)، یک سندرم پزشکی است که علائم مربوط به پنج بیماری، به ویژه تک‌رنگ‌بینی را نشان می‌دهد. از نظر تاریخی، این نام به‌طور کلی به تک‌رنگ‌بینی اشاره دارد، اما درحال‌حاضر به‌طور معمول تنها به یک کوررنگی مادرزادی چیرگی اشاره دارد. این اصطلاح همچنین برای توصیف نادیدرنگی مغزی استفاده می‌شود، اگرچه تک‌رنگ‌بینی معمولاً تنها علامت رایج است. این شرایط عبارتند از: کوررنگی تک‌رنگ‌بینی، ضعف بینایی و روزکوری. این نشانگان همچنین به شکل ناقصی وجود دارد که علائم خفیف‌تری از جمله دید رنگ باقی‌مانده را نشان می‌دهد. تخمین‌زده می‌شود که کوررنگی‌کامل ۱ در ۳۰۰۰۰ تولد زنده در سراسرجهان را تحت تأثیر قراردهد.

## علائم و نشانه‌ها
پنج علامت مرتبط با کوررنگی‌کامل عبارتند از:
1. کوررنگی - معمولاً تک‌رنگ‌بینی
2. کاهش حدت بینایی - غیرقابل اصلاح با لنز
3. روزکوری - با سوژه‌ای که نورهراسی را نشان می‌دهد
4. دودوئک
5. ناهنجاری‌های عملکرد عنبیه